# Polyrhachis grandis
Polyrhachis grandis é uma espécie de formiga do gênero Polyrhachis, pertencente à subfamília Formicinae.